# Per amore della legge
Per amore della legge (Sweet Justice) è una serie televisiva statunitense in 22 episodi trasmessi per la prima volta nel corso di una sola stagione dal 1994 al 1995. La serie è conosciuta in Italia anche con il titolo Nel cuore della giustizia.
È una serie del genere drammatico incentrata sulle vicende di un'avvocatessa di Wall Street di nome Kate Delacroy che torna nella sua città natale per lavorare in uno studio legale rivale dello studio del padre conservatore, James Lee Delacroy.

## Personaggi e interpreti

### Personaggi principali
- Kate Delacroy (22 episodi, 1994-1995), interpretata da Melissa Gilbert.
- Carrie Grace Battle (22 episodi, 1994-1995), interpretata da Cicely Tyson.
È il procuratore di colore progressista e capo di Kate.
- James-Lee Delacroy (22 episodi, 1994-1995), interpretato da Ronny Cox.
È il padre conservatore di Kate.
- Bailey Connors (22 episodi, 1994-1995), interpretato da Jason Gedrick.
- Andy Del Sarto (22 episodi, 1994-1995), interpretato da Greg Germann.
È un socio dello studio.

### Personaggi secondari
- Sara Pratt (6 episodi, 1995), interpretata da Allison Smith.
- Ross (3 episodi, 1994-1995), interpretato da Jim Antonio.
- Michael (3 episodi, 1995), interpretato da Michael Warren.
- Buddy (2 episodi, 1994-1995), interpretato da D. David Morin.
- Harry (2 episodi, 1994-1995), interpretato da Scott Paetty.
- Giudice Addison (2 episodi, 1994-1995), interpretata da CCH Pounder.
- Paul (2 episodi, 1994-1995), interpretato da Bill Pugin.
- Beecher Lowe (2 episodi, 1994), interpretato da Paul Benjamin.
- Jimmy (2 episodi, 1994), interpretato da Michael A. Goorjian.
- Procuratore Judy Sams (2 episodi, 1994), interpretata da Susanna Harter.
- Alex Boudreau (2 episodi, 1994), interpretato da Dale Midkiff.
- Harriet Battle-Wilkins (2 episodi, 1994), interpretata da Charlayne Woodard.
- Tyrin (2 episodi, 1995), interpretato da Richard T. Jones.
- Dakin Saunders (2 episodi, 1995), interpretato da Bruce McGill.
- Ethan Ballou (2 episodi, 1995), interpretato da David Packer.
- Bunny (1 episodio, 1994-1995), interpretata da Marcia Strassman.

## Produzione
La serie, ideata da John Romano, fu prodotta da Columbia Pictures Television, Columbia TriStar Television e Trotwood Productions. Le musiche furono composte da W.G. Snuffy Walden.

### Registi
Tra i registi della serie sono accreditati:
- Mel Damski in 2 episodi (1995)
- Arthur Allan Seidelman

## Distribuzione
La serie fu trasmessa negli Stati Uniti dal 15 settembre 1994 al 22 aprile 1995 sulla rete televisiva NBC. In Italia è stata trasmessa con il titolo Per amore della legge.
Alcune delle uscite internazionali sono state:
- negli Stati Uniti il 15 settembre 1994 (Sweet Justice)
- in Germania il 10 dicembre 1995 (Alles schön und Recht)
- in Italia il 1º febbraio 1997 (Per amore della legge)
- in Svezia il 17 giugno 1997
- in Ungheria il 21 settembre 2001
- in Spagna (Dulce justicia)
- in Francia (La loi de la Nouvelle-Orléans)

## Episodi
| Stagione       | Episodi | Prima TV USA |
| -------------- | ------- | ------------ |
| Prima stagione | 22      | 1994-1995    |